# Walther Hahm
Walther Hahm (21 de dezembro de 1894 - 21 de dezembro de 1951) foi um oficial alemão que serviu no Deutsches Heer durante a Segunda Guerra Mundial. Foi condecorado com a Cruz de Cavaleiro da Cruz de Ferro com Folhas de Carvalho.

## Condecorações
| Cruz de Ferro (1914) 2ª Classe                                      | 3 de dezembro de 1914  |
| Cruz de Ferro (1914) 1ª Classe                                      | 4 de setembro de 1917  |
| Cruz do Mérito Militar 3ª Classe                                    |                        |
| Cruz de Honra da Guerra Mundial 1914/1918                           |                        |
| Cruz de Ferro (1939) 2ª Classe                                      | 27 de maio de 1940     |
| Cruz de Ferro (1939) 1ª Classe                                      | 12 de junho de 1940    |
| Cruz de Cavaleiro da Cruz de Ferro                                  | 15 de novembro de 1941 |
| Cruz de Cavaleiro da Cruz de Ferro com Folhas de Carvalho nº 676    | 9 de dezembro de 1944  |
| Mencionado na Wehrmachtbericht                                      | 9 de outubro de 1944)  |
| Condecoração por longo tempo de serviço na Wehrmacht 4ª a 1ª Classe |                        |